# Vittorio Cosma
Vittorio Cosma (Varese, 11 marzo 1965) è un tastierista, compositore e produttore discografico italiano.

## Biografia
È stato un componente della Premiata Forneria Marconi. Collabora da sempre con Elio e le Storie Tese partecipando ai loro dischi, tournée e show televisivi.
Nella sua attività di produttore, musicista e compositore ha collezionato svariati dischi d'oro collaborando con artisti quali: Fiorella Mannoia, Marlene Kuntz, Samuele Bersani, Pino Daniele, Fabrizio De André, Enrico Ruggeri, Pacifico, Ivano Fossati, Almamegretta, Roberto Vecchioni, Mauro Pagani, Eugenio Finardi e molti altri. Ha lavorato con musicisti stranieri, quali Airto Moreira, Miroslav Vitous, Jaques Morelenbaum, Nils Petter Molvær, Omar Hakim, Peter Erskine, i Mùm, Jorge Ben, e numerosi altri.
Ha aperto i concerti del tour italiano di Miles Davis, nel 1987.
Vittorio Cosma è stato maestro concertatore e direttore artistico de La Notte della Taranta nel 2002 e 2003 dove ha iniziato la sua collaborazione con Stewart Copeland. Con l'ex Police registra CD e continua a suonare in tutto il mondo, sia con l'Ensemble "Notte della Taranta" che con GIZMODROME, una band creata dagli stessi Cosma e Copeland.
Collabora con il DJ e produttore Howie B (U2, Björk ecc.), con il gruppo di Peter Gabriel (David Rhodes, Ged Lynch, Richard Evans) e con i musicisti islandesi Valgeir Sigurðsson e Borgar Magnasson (Björk, Sigur Rós).
Vittorio Cosma ha diretto l'orchestra del Festival di Sanremo in numerose edizioni. Le più recenti con Elio e le Storie Tese, Riccardo Sinigallia, Marlene Kuntz (premio per il duetto con Patti Smith), Almamegretta, Samuele Bersani (premio della critica), Cristiano De André (premio della critica), Enrico Ruggeri (vincitore 1993).
Per il Concerto del Primo Maggio, ha realizzato un omaggio ai Beatles con l'orchestra di Ennio Morricone e gli Gnu Quartet.
Nel 2013 crea la "Grande Orchestra Rock", ensemble formato da più musicisti italiani: la sfida è quella di creare una superband mettendo insieme linguaggi e approcci musicali completamente differenti, da Maurizio Solieri (storico chitarrista di Vasco), Federico Poggipollini (Ligabue) a Boosta dei Subsonica, passando per Stefano Di Battista, Bob Angelini, Andrea Mariano (Negramaro) i cantautori Colapesce e Andrea Appino, Fabrizio Bosso, James Senese, Emidio Clementi dei Massimo Volume, il rapper Ensi e Francesco Di Giacomo del Banco del Mutuo Soccorso solo per citarne alcuni.
Numerosi i progetti trasversali come Copynight, evento di apertura del Festival dei Due Mondi 2009 e il grande evento multimediale INDEEPANDANCE, entrambi realizzati con Caterina Caselli Indeepandance è stata scritta e realizzata con i videoartisti Masbedo, lo scrittore Aldo Nove e messa in scena in location come il museo MAXXI di Roma e l'Arena Civica di Milano, con ospiti provenienti da discipline diverse (lo scrittore Michel Houellebecq, i Subsonica, Pierfrancesco Favino, il Dj Richard Dorfmeister, Elisa, il gruppo islandese Mùm, etc...).
Ha realizzato numerose colonne sonore per il cinema tra cui quella per il film Colpo di luna (1995), premiato al Festival Internazionale del Cinema di Berlino.
È autore delle colonne sonore degli ultimi lavori di Nino Manfredi. Insieme a Gianni Maroccolo è autore della colonna sonora di "The Lack" dei Masbedo, presentato al Festival di Venezia nel 2014. Ha inoltre iniziato una collaborazione con i registi Benedetta Argentieri, Bruno Chiaravalloti e Claudio Jampaglia per cui ha realizzato le musiche del docufilm "Our War" e sta attualmente componendo per una nuova produzione.
Ha inoltre composto colonne sonore televisive per Rai e Mediaset (I Cesaroni, Una storia qualunque, etc...) e musiche per sigle e sceneggiati radiofonici.
È direttore artistico del festival di musica e letteratura "Le corde dell'Anima" a Cremona e del festival multidisciplinare "Microcosmi" a Comerio (VA). È stato direttore del Mantova Musica Festival e del "Festival letterature di Roma-Massenzio".
Insegna allo IED di Milano. Tiene conferenze sulla comunicazione della cultura (presso Politecnico di Milano e Torino, Accademia di belle arti di Brera, TED ed altre istituzioni). È collaboratore fisso della rivista letteraria Storie.
Con la sua casa di produzione Music Production, a Milano, ha creato le musiche per numerosi spot pubblicitari tra cui Fiat, Coca Cola, TIM, Ringo, Audi, Banca Mediolanum, Rex, Jägermeister, Cornetto Algida, Johnnie Walker, Suzuki, Motorola, Galbani, Seat, Saiwa, Volkswagen, Pavesi, Voiello, Campari, Star, Autostrade e molti altri.
Il suo progetto più recente, Deproducers, è un collettivo formato da diversi musicisti e produttori italiani: Gianni Maroccolo, Massimiliano Casacci e Riccardo Sinigallia. L'intento è quello di rendere accessibile la Scienza attraverso la musica. I Deproducers, dopo l'esordio discografico nel 2012 con il cd PLANETARIO (Sony) e con lo spettacolo omonimo (tuttora in programmazione), continuano il loro progetto di ricerca (con Fabio Peri, astrofisico e direttore del Civico planetario Ulrico Hoepli di Milano).
Botanica è il secondo capitolo discografico del loro percorso di "Musica per Conferenze Scientifiche". Progetto realizzato il collaborazione con Aboca e il Professor Stefano Mancuso, fondatore e direttore del Laboratorio di neurobiologia vegetale, che si occupa della comunicazione scientifica che avviene tra le piante. Botanica unisce musica, scienza e poesia portando sul palco un’esperienza sonora e naturale che trasporta l’ascoltatore tra le meraviglie del pianeta vegetale, circondandolo completamente attraverso un percorso di immagini e proiezioni sincronizzate. Porta alla luce le diverse anime dei Deproducers, dall'elettronica al rock, dalle colonne sonore al “semplice” strumentale dalle ritmiche incalzanti e dall'evidentissima vena sperimentale giocata su effetti e ripetizioni ed è stata definita da molti come “la Bibbia dell'ambient moderno” che si insinua nel fulcro della natura e la sviscera a fondo, riportandola in una nuova forma, innovativa e poco convenzionale.
Il gruppo è diventato un vero e proprio laboratorio culturale che spazia in vari ambiti, realizzando sonorizzazioni per musei, tenendo seminari e conferenze, curando la direzione artistica di festival ed eventi. Nel 2014, I Deproducers hanno realizzato la colonna sonora dei film La vita oscena di Renato De Maria e Italy in a Day - Un giorno da italiani di Gabriele Salvatores, presentati entrambi alla 71ª edizione della Mostra internazionale d'arte cinematografica di Venezia. Nella stessa occasione, al brano Just One Day (tratto dal film di Salvatores) è stato assegnato il premio Assomusica come miglior brano originale scelto tra le colonne sonore dei film della Mostra.
Nel 2016 fonda il supergruppo rock Gizmodrome, band creata in Italia con Stewart Copeland batterista dei Police, Mark King bassista dei Level 42 e il chitarrista Adrian Belew dei King Crimson, il loro primo album, registrato a Milano, è stato pubblicato il 15 settembre 2017. A marzo del 2018 è iniziato il tour europeo e la band ha suonato anche in Giappone.

## Collaborazioni
Partecipa in tutti i dischi degli Elio e le Storie Tese come voce narrante o come personaggio.
Ha suonato per il tour "Emozioni Fortissime", "Tour Biango" e i tour 2014 e 2015 di Elio e le Storie Tese nelle vesti di "Clayderman Viganò" e del giovane Carmelo, sostituendo Rocco Tanica alle tastiere fino al tour d'addio del 2018.
Ha collaborato (insieme a Elio, Jantoman, Christian Meyer e Faso, tutti membri di Elio e le Storie Tese) al disco Terra Nostra del 1996 dei Tenores di Neoneli, dove ha suonato, insieme a Christian Meyer e Faso, nei brani Amazzonia e Sa Sienda.
Ha inoltre diretto l'orchestra al Festival di Sanremo 2013 e 2016, in quest'ultima occasione proprio per gli Elio e le Storie Tese nella serata dedicata alle cover. Compare nei video degli Elio e le Storie Tese Pipppero®  come ballerino, nel video Evviva/La visione e Storia di un bellimbusto, come tipico playboy meneghino. Ha inoltre suonato con loro nella trasmissione televisiva "Il Musichione", andata in onda su Rai 2 nel marzo 2014, nei panni del sacerdote musicista "Don Vittorino"; sempre con gli Elii partecipa come componente della band al Festival di Sanremo del 2018 con la canzone Arrivedorci.
Ha partecipato più volte alla trasmissione radiofonica della Gialappa's Band Rai dire Sanremo su Rai Radio 2, commentando musicalmente le canzoni del Festival di Sanremo e partecipando al Dopofestival.

## Discografia
- Planetario (2012)
- La facoltà dello stupore (2016)
- Botanica (2017)
- Gizmodrome (2017)

## Televisione
- GialappaShow[3] (TV8, 2023)